# Мохлесабад
Мохлесабад (перс. مخلص اباد) — село в Ірані, у дегестані Фармагін, у Центральному бахші, шагрестані Фараган остану Марказі. За даними перепису 2006 року, його населення становило 314 осіб, що проживали у складі 105 сімей.

## Клімат
Середня річна температура становить 12,72 °C, середня максимальна – 32,06 °C, а середня мінімальна – -11,35 °C. Середня річна кількість опадів – 271 мм.
| Клімат поселення                              | Клімат поселення | Клімат поселення | Клімат поселення | Клімат поселення | Клімат поселення | Клімат поселення | Клімат поселення | Клімат поселення | Клімат поселення | Клімат поселення | Клімат поселення | Клімат поселення | Клімат поселення |
| Показник                                      | Січ.             | Лют.             | Бер.             | Квіт.            | Трав.            | Черв.            | Лип.             | Серп.            | Вер.             | Жовт.            | Лист.            | Груд.            |                  |
| Середній максимум, °C                         | 7,61             | 10,63            | 15,99            | 21,62            | 25,78            | 32,06            | 32,03            | 30,93            | 26,84            | 21,53            | 14,73            | 8,47             |                  |
| Середня температура, °C                       | −1,88            | 1,15             | 6,53             | 12,16            | 16,31            | 22,59            | 25,55            | 24,46            | 20,37            | 15,06            | 8,27             | 2,00             |                  |
| Середній мінімум, °C                          | −11,35           | −8,33            | −2,96            | 2,68             | 6,85             | 13,12            | 19,09            | 18,02            | 13,90            | 8,60             | 1,80             | −4,46            |                  |
| Норма опадів, мм                              | 39               | 36               | 48               | 36               | 31               | 5                | 1                | 1                | 0                | 10               | 25               | 39               |                  |
| Середньомісячна швидкість вітру, м/с          | 1.99             | 2.08             | 2.81             | 3.14             | 2.80             | 2.51             | 2.61             | 2.47             | 2.34             | 2.24             | 1.87             | 1.50             |                  |
| Середньомісячна сонячна радіація, кДж/м²·день | 8985             | 12364            | 14783            | 18199            | 22200            | 26825            | 25930            | 23990            | 20851            | 15400            | 10869            | 8862             |                  |
| --------------------------------------------- | ---------------- | ---------------- | ---------------- | ---------------- | ---------------- | ---------------- | ---------------- | ---------------- | ---------------- | ---------------- | ---------------- | ---------------- | ---------------- |
| Джерело:                                      |                  |                  |                  |                  |                  |                  |                  |                  |                  |                  |                  |                  |                  |